# Elecciones a la alcaldía de Londres de 2024
Las elecciones a la alcaldía de Londres de 2024 se celebraron el 2 de mayo de 2024 para elegir al alcalde de Londres. Se llevaron a cabo simultáneamente con las elecciones a la Asamblea de Londres, algunas elecciones parciales de los consejos locales en Londres y elecciones locales regulares en otras partes de Inglaterra y Gales.
Tras la Ley de Elecciones de 2022, la votación en estas elecciones se llevó a cabo por primera vez según el sistema de mayoría simple, en sustitución del sistema de voto suplementario. Los resultados de las elecciones se anunciaron el 4 de mayo de 2024.
Sadiq Khan, del Partido Laborista, fue reelegido como alcalde y se convirtió en la primera persona en ser elegida para el cargo por tres mandatos.